# بي تي أر-تي
بي تي أر-تي (بالروسية: Бронетранспортёр-Тяжелый) مركبة مشاة قتالية روسية من النوع المجنزر.

## الوصف
برزت الحاجة إليها بعيد حرب الشيشان الأولى حين تكبدت مركبات المشاة التقليدية الروسية مثل بي إم بي-2 وبي تي أر-80 خسائر فادحة على أيدي المقاتلين الشيشان الذين كانوا يهاجمون مركبات المشاة بقذائف آر بي جي، فبرزت حينها الحاجة إلى مركبة مشاة قتالية بتدريع أسمك وقوة نيران أكبر تلائم حرب المدن، ورفيعة بحيث يمكنها الاشتباك مع المقاتلين المتحصنين في المباني العالية. وتتمتع البي تي أر تي بدرع ردي متفجر لحمايتها.